# Paul Egerton Weatherley
Paul Egerton Weatherley (* 6. Mai 1917 in Leicester; † 8. August 2001 in Torphins, Aberdeenshire) war ein britischer Botaniker. Weatherley gilt als einer der bedeutendsten Pflanzenforscher seiner Zeit. Seine Forschungen untersuchten den Wasserbedarf von Pflanzen sowie die Stoffverteilung mit Hilfe von Wasser innerhalb der Pflanze.

## Leben
Weatherley wurde in Leicester als Sohn des Cellisten Leonard Roger Weatherley und dessen Frau Ethel Maude Collin geboren. Dort wuchs Weatherley auch auf und besuchte wenige Jahre vor David Attenborough die Wyggeston Grammar School. Schon in seinen Schultagen fiel er durch lebhaftes Interesse an den Wissenschaften und einem Hang zu originellen Experimenten auf. Nach seinem Schulabschluss wechselte er mit einem Stipendium an das Keble College der University of Oxford, wo er bei Arthur George Tansley, Arthur Roy Clapham, William Owen James und William Henry Wilkins studierte und 1939 mit einem Master of Arts abschloss. Nach einigen Arbeiten an Pilzen bot ihm ein Stipendium des Colonial Office die Möglichkeit, am Imperial College of Tropical Agriculture auf Trinidad und heute Teil der University of the West Indies, tropische Agrarwissenschaften zu studieren. Er schloss 1942 mit einer Arbeit über den Wasserhaushalt von Baumwollpflanzen ab (Studies in the Water Relations of the Cotton Plant). Er nahm eine Stelle als Regierungsbotaniker im Protektorat Uganda an. Auf der Reise nach Uganda wurde sein Schiff von einem deutschen U-Boot versenkt und er verbrachte 18 Stunden in einem Rettungsboot, bevor er gerettet wurde. An seinem Einsatzort in Serere (Uganda) lernte er auch seine zukünftige Frau Margaret  Logan Pirie kennen. Sie war die Tochter eines bekannten Farmers aus dem Aberdeenshire und begründete so eine Beziehung zu Schottland, die den Rest seines Lebens andauern würde. 1943 heiratete er Margaret. Aus der Beziehung gingen vier Kinder, Jill, Pauline, Andrew und Anna hervor.
In Serere betrieb er praktische Forschung am Wasserhaushalt von Baumwollpflanzen. So ermittelte er beispielsweise den Wasserbedarf einer Pflanze, indem er Scheiben der Blätter ausstanzte und mit Wasser tränkte, bis sie vollständig gesättigt waren. Das Verfahren fand jenseits des Baumwollanbaus breite Verwendung.
Er blieb bis 1947 in Uganda und nahm dann eine Assistenzstelle an der University of Manchester an. 1949 wurde er durch die University of Oxford zum Doctor of Philosophy promoviert. Er wechselte im gleichen Jahr an die University of Nottingham, wo er 1956 zum Senior Lecturer aufstieg. In Nottingham begann er mit Arbeiten an einem Windkanal, mit dem er die Auswirkungen von Wind auf den Wasserhaushalt von Pflanzen untersuchte. Er und seine Studenten begannen sich für die Flüssigkeiten in der Pflanze zu interessieren. Sie verfolgten die Wasserströme von der Wurzel bis zu den Blattspitzen. Sie nutzten dazu Blattläuse, die die Leitungsbahnen innerhalb der Pflanze anbohren und die Flüssigkeiten saugen. Indem sie die Körper der Blattläuse von ihrem Saugrüssel abtrennten, konnten sie die Flüssigkeiten isoliert auffangen und die Zusammensetzung untersuchen.
Diese Arbeiten setzte er fort, als er 1959 als Nachfolger von James Robert Matthews zum Regius Professor of Botany an der University of Aberdeen berufen wurde. Die Universität war in einer Wachstumsphase und Weatherley der richtige Mann für den Aufbau einer großen botanischen Abteilung. Unter seiner Führung wurde die Abteilung eine der größten im Königreich.
Weatherley galt als hervorragender Lehrer und Doktorvater. Er tauchte vollständig in das Leben im Aberdeenshire ein, wo ihn Familienbande empfingen.
1981 zog sich Weatherley im Ruhestand nach Torphins zurück. In seinen letzten Lebensjahren erkrankte er an der Parkinson-Krankheit.

## Ehrungen
1960 wurde Weatherley zum Fellow der Royal Society of Edinburgh berufen, in dessen Council er 1963 bis 66 auch diente. 1974 wurde er auch Fellow der Royal Society.

## Bibliografie
- 1942: Studies in the autecology and culture of the bamboo (Bambusa vulgaris), in Nelson's bamboo estate (Thesis, zur Erlangung des Diploma in Tropical Agriculture).
- 1950: Studies in the Water Relations of the Cotton Plant. I. The Field Measurement of Water Deficits in Leaves. In: The New Phytologist, vol. 49, pp. 81–97.
- 1951: Studies in the Water Relations of the Cotton Plant. II. Diurnal and Seasonal Variations in Relative Turgidity and Environmental Factors. In: The New Phytologist, vol. 50, no. 1, 1951, pp. 36–51.
- 1954: Preliminary Investigations into the Uptake of Sugars by Floating Leaf Disks. In: The New Phytologist, vol. 53, no. 2, 1954, pp. 204–216.
- 1957: The mechanism of water absorption by roots I. Preliminary studies on the effects of hydrostatic pressure gradients. In: Proceedings of the Royal Society of London. Series B, Biological Sciences, vol. 147, no. 928, pp. 367–380 (mit G. C. Mees).
- 1957: The mechanism of water absorption by roots II. The role of hydrostatic pressure gradients across the cortex. In: Proceedings of the Royal Society of London. Series B, Biological Sciences, vol. 147, no. 928, pp. 381–391 (mit G. C. Mees).
- 1962: A Re-Examination of the Relative Turgidity Technique for Estimating Water Deficits in Leaves. In: Australian Journal of Biological Sciences, vol. 15, pp. 413–428 (mit H. D. Barrs).
- 1970: Some aspects of water relations. In: Advances in Botanical Research, vol. 3, 1970, pp. 171–206.
- 1976: Introduction: Water Movement Through Plants. In: Philosophical Transactions of the Royal Society of London. Series B, Biological Sciences, vol. 273, no. 927, 1976, pp. 435–444.